# Lípa (Merklín)
Lípa (německy Lindig) je malá vesnice, část obce Merklín v okrese Karlovy Vary v Karlovarském kraji. Nachází se asi dva kilometry severně od Merklína. V roce 2011 zde trvale žilo 41 obyvatel.
Lípa je také název katastrálního území o rozloze 3,91 km².

## Historie
První písemná zmínka o vesnici pochází z roku 1273.
Součástí dříve samostatné obce byla i osada Kaff, která se rozkládala na jihovýchodním svahu kopce Plešivec a vzhledem k osamocenosti jednotlivých chalup se dělila na Horní Kaff, Střední Kaff a Dolní Kaff. V roce 1947 byla přejmenována na Plešivec. V roce 1870 zde v osmi domech žilo celkem 51 obyvatel, k roku 1900 již 74 obyvatel ve 13 domech. Obyvatelé byli po válce odsunuti a poslední dochované domy zanikly pod tíhou sněhu v zimě 2005/2006.

## Obyvatelstvo
Při sčítání lidu v roce 1921 zde žilo 126 obyvatel (z toho 63 mužů) německé národnosti a římskokatolického vyznání. Podle sčítání lidu z roku 1930 měla vesnice 144 obyvatel německé národnosti, kteří se kromě jednoho člověka bez vyznání hlásili k římskokatolické církvi.
| Rok            | 1869 | 1880 | 1890 | 1900 | 1910 | 1921 | 1930 | 1950 | 1961 | 1970 | 1980 | 1991 | 2001 | 2011 | 2021 |
| -------------- | ---- | ---- | ---- | ---- | ---- | ---- | ---- | ---- | ---- | ---- | ---- | ---- | ---- | ---- | ---- |
| Počet obyvatel | 152  | 166  | 167  | 187  | 200  | 188  | 220  | 98   | 40   | 15   | 9    | 4    | 17   | 41   | 34   |
| Počet domů     | 25   | 28   | 29   | 31   | 32   | 32   | 37   | 41   | 41   | 5    | 5    | 17   | 17   | 17   | 17   |

## Obecní správa
Při sčítání lidu v letech 1869–1930 Lípa byla samostatnou obcí v okrese Jáchymov. Od roku 1950 je částí obce Merklín, se kterým patřila nejprve do okresu Karlovy Vary-okolí, ale od roku 1960 v okrese Karlovy Vary.

## Pamětihodnosti
- Kaplička

## Galerie

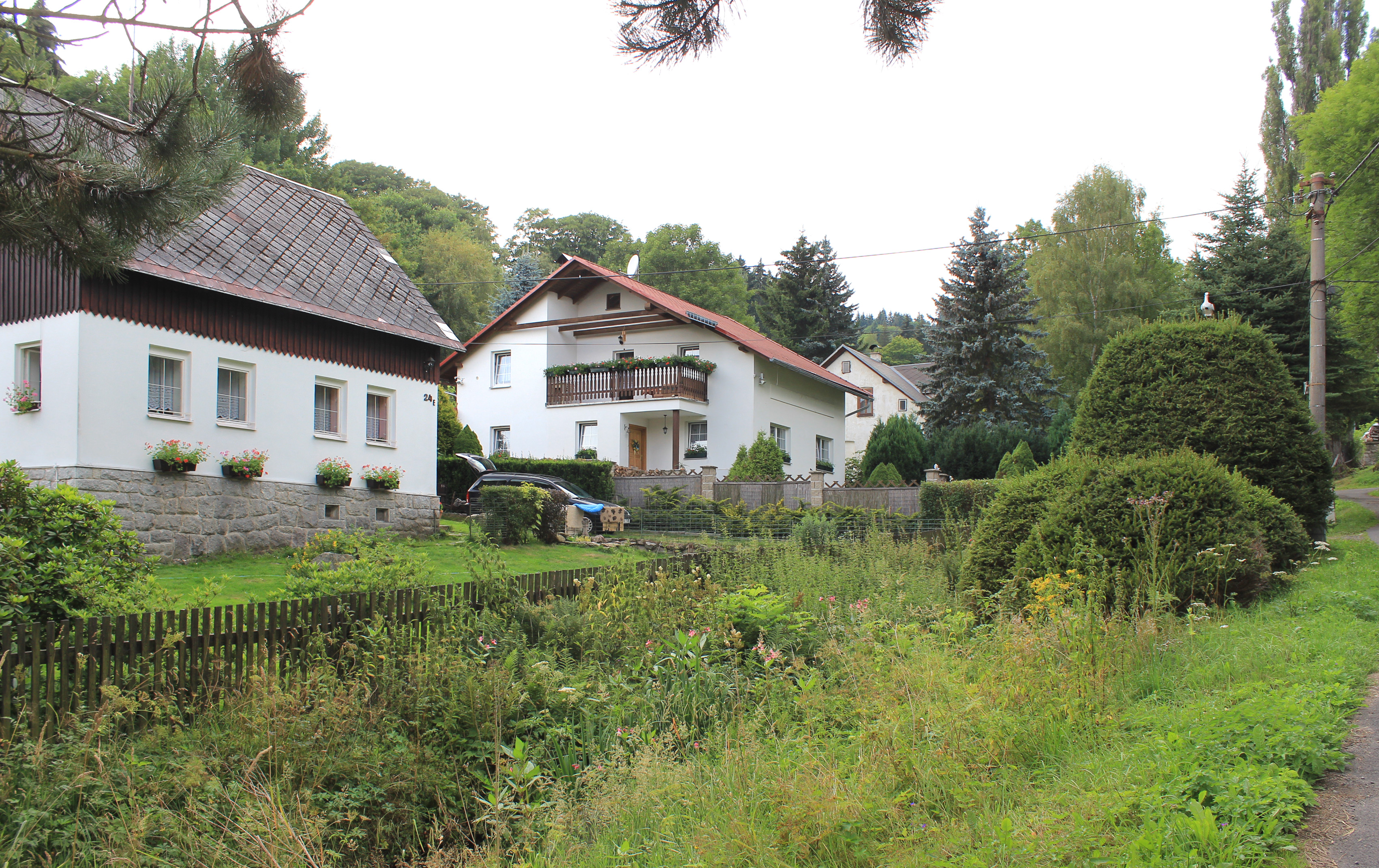
Domky u postranní ulice
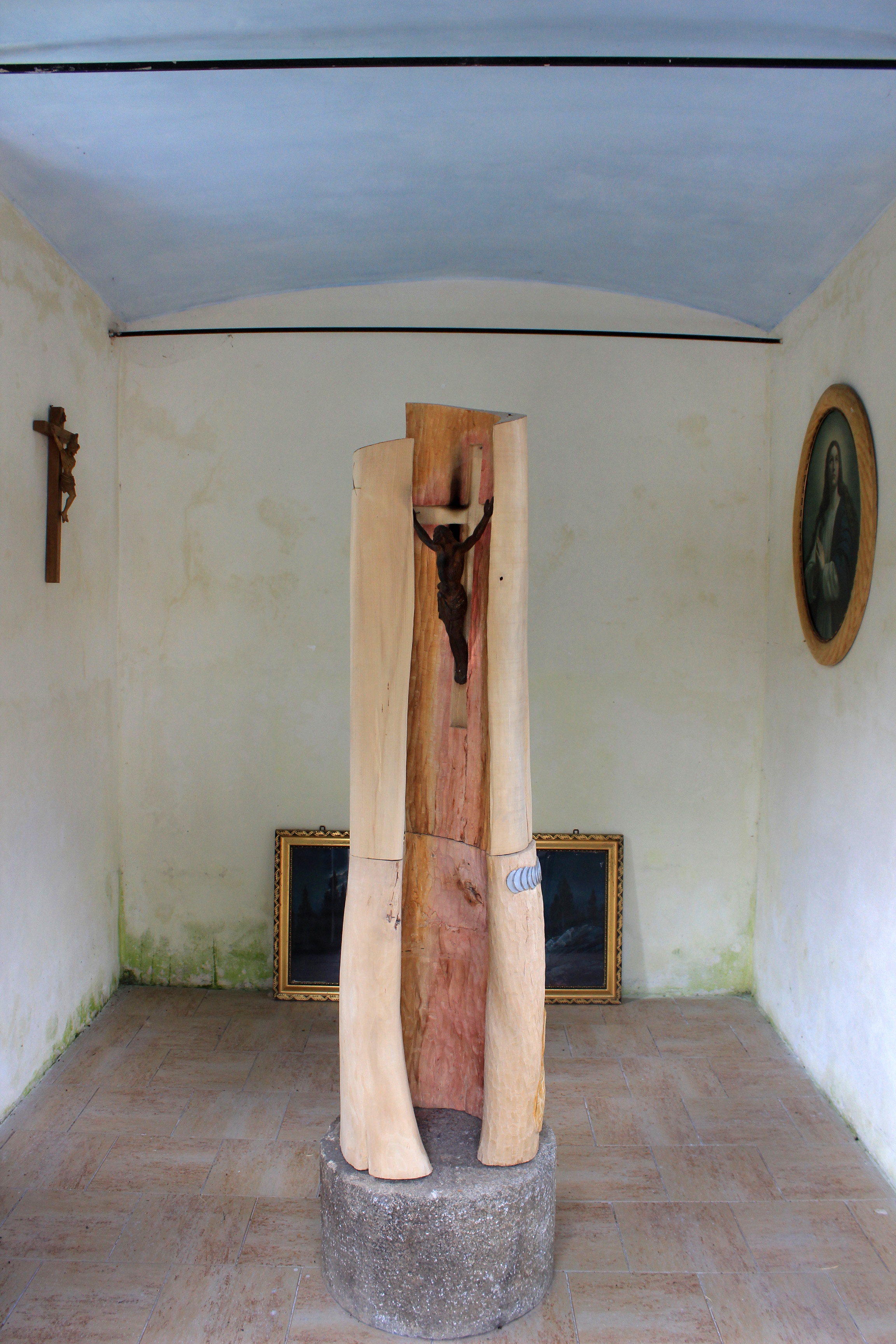
Interiér kaple
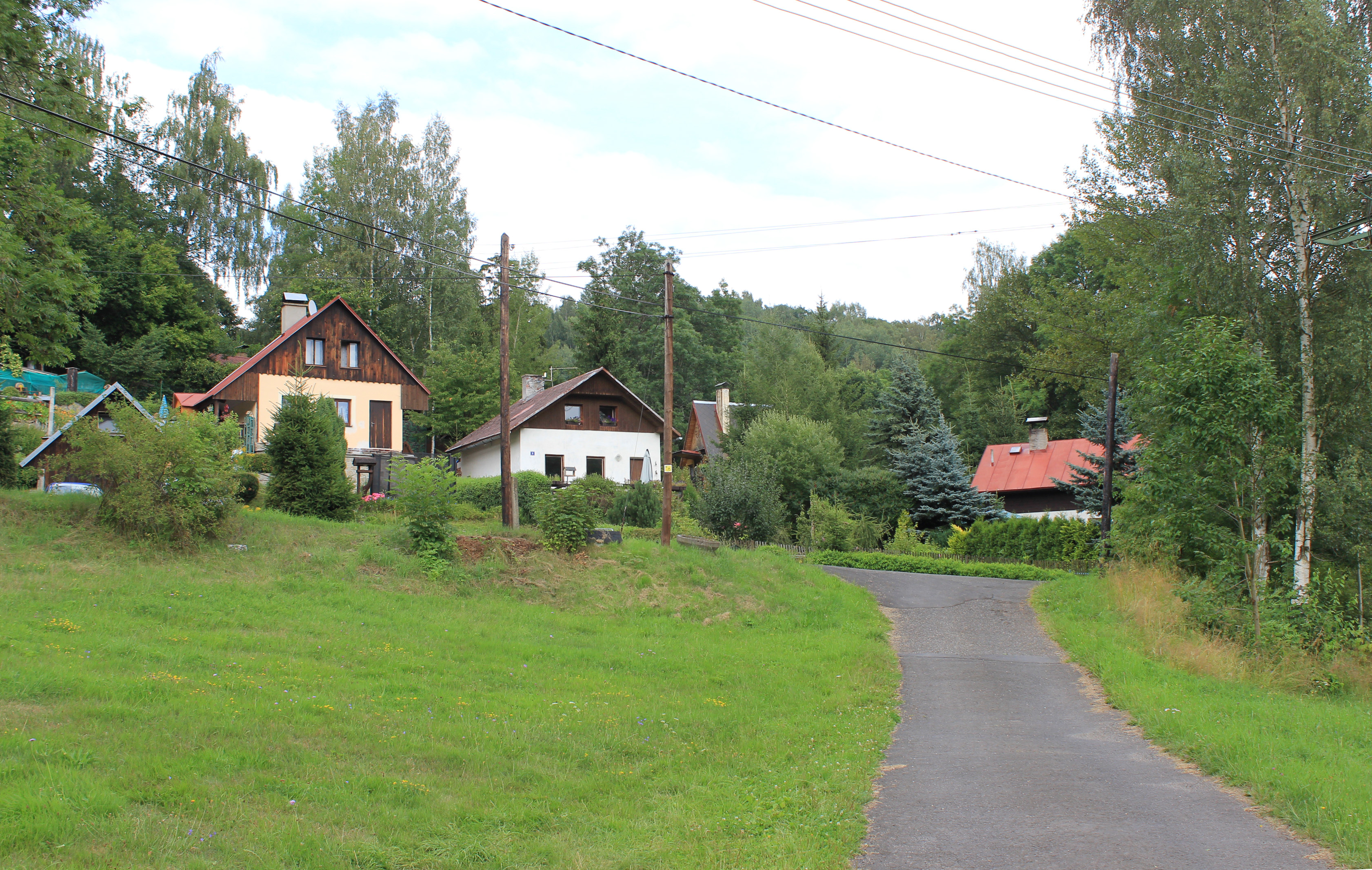
Chaty nad strání